# Stephen D. Nash
Stephen David Nash (* 15. August 1954 in Clacton-on-Sea, Essex, England) ist ein englischer Tierillustrator und Naturfotograf, der vornehmlich auf Primaten spezialisiert ist. Er ist gegenwärtig in der Abteilung für Anatomische Wissenschaften an der Stony Brook University auf Long Island, New York, USA, tätig.

## Leben

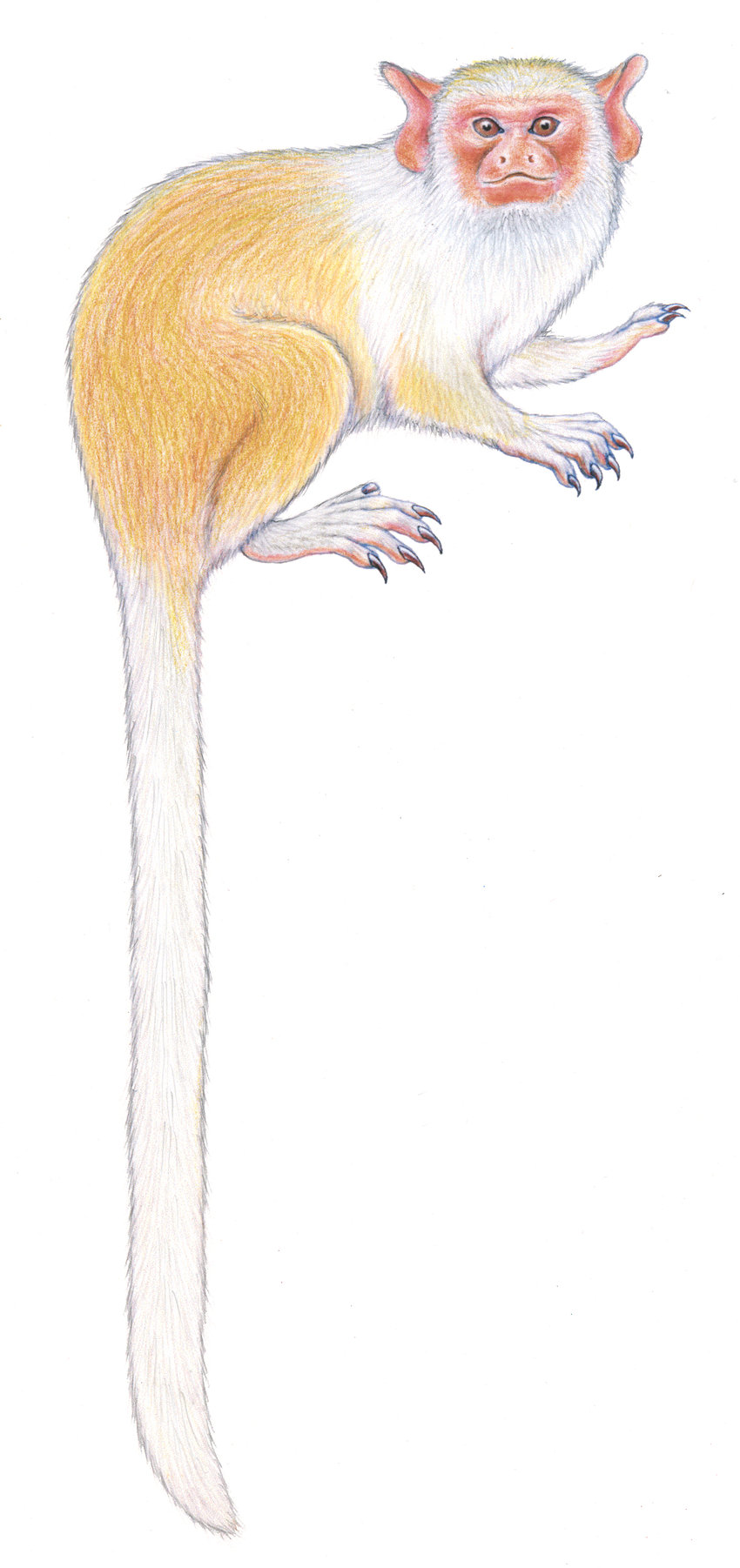
Zeichnung von Stephen D. Nash: die Seidenaffenart Mico munduruku

Nash verlebte seine Schulzeit in Clacton-on-Sea. Nach der Absolvierung der Holland Park County Primary School machte er 1973 seinen Abschluss an der Colbayn’s High School. In der Folgezeit studierte er Kunst und Design an der Colchester School of Art, an der Middlesex University und am Royal College of Art, wo er 1979 zum Bachelor of Arts in Grafikdesign (Wissenschaftliche Illustration) und im Juli 1982 zum Master of Arts in Naturkundlicher Illustration graduierte. Nashs ursprüngliches Berufsziel war Medizinischer Zeichner, nach einer Begegnung mit den Krallenaffen im London Zoo änderte er jedoch seine beruflichen Pläne. Seit 1982 arbeitet er für Russell Mittermeier, dem Vorsitzenden der IUCN/SSC Primate Specialist Group und Präsident von Conservation International sowie für Anthony B. Rylands, dem stellvertretenden Vorsitzenden der IUCN/SSC Primate Specialist Group. Nach der Gründung von Conservation International im Jahre 1987 wurde Nash im Jahre 1989 deren wissenschaftlicher Zeichner. 1990 heiratete er Luci Betti, die ebenfalls als Illustratorin arbeitet. Nash illustrierte zahlreiche Bücher, wissenschaftliche Artikel und Lehrmaterialien für den Naturschutz, dazu zählen unter anderen die Werke Monkeyshines on the Primates: A Study of Primatology (1994), Lemurs of Madagascar (1994), Primates of West Africa: Pocket Identification Guide (2010) sowie der dritte Band des Handbook of the Mammals of the World über die Primaten (2013). 2009 kreierte Nash das Logo für das Open-Access-Magazin Journal of Threatened Taxa.

## Ehrungen
Im Jahr 2002 wurde Nash von Marc van Roosmalen und Russell Mittermeier im Artepitheton des Stephen-Nash-Springaffen (Callicebus stephennashi) geehrt. 2004 erhielt er von der American Society of Primatologists den President’s Award und 2008 wurde er von der Primate Society of Great Britain mit der PSGB Occasional Medal ausgezeichnet.

## Schriften und illustriere Werke
- Birds in the Tanjung Puting National Park, Kalimantan Tengah Province, 1986
- The Birds of Java and Bali, 1989
- The Birds of Sumatra and Kalimantan, 1991
- Sold for a song: the trade in Southeast Asian non-CITES birds, 1993
- Monkeyshines on the Primates: A Study of Primatology, 1994
- Lemurs of Madagascar, 1994
- From Steppe to Store, 1995
- Primate Adaption and Evolution, 1999
- North American Regional Studbook for White-cheeked Gibbon Nomascus Leucogenys and Golden-cheeked Gibbon Nomascus Gabriellae, 2000
- Primates of Colombia, 2005
- Libro rojo de los mamíferos de Colombia, 2006
- Monkeys of the Atlantic Forest, 2007
- Primates of West Africa: Pocket Identification Guide. 2010
- Handbook of the Mammals of the World, Band 3: Primates, 2013
- Monkeys of Peru: Pocket Identification Guide. 2015
- Primates of East Africa: Pocket Identification Guide, 2018
- Field Guide to the Primates of Indonesia, 2021